# Карсский договор
Ка́рсский договор 1921 года — договор о дружбе между Армянской, Азербайджанской и Грузинской ССР, с одной стороны, и Турцией — с другой; заключён при участии РСФСР 13 октября 1921 года в городе Карс на конференции, созванной 26 сентября во исполнение Московского договора между РСФСР и Турцией от 16 марта 1921 года.

## Основные положения и значение
Карсский договор вступил в силу 11 сентября 1922 года. Состоит из преамбулы, 20 статей и 3 приложений. Срок действия договора не был оговорён.
- Социалистической Советской Республики Армении: Асканаз Мравян, Народный Комиссар по Иностранным Делам, Павел Макинцян, Народный Комиссар по Внутренним Делам;
- Азербайджанской Социалистической Советской Республики: Бехбуд Шахтахтинский, Народный Комиссар Государственного Контроля;
- Социалистической Советской Республики Грузии: Шалва Элиава, Народный Комиссар по Военным и Морским Делам, Александр Сванидзе, Народный Комиссар по Иностранным Делам и Народного Комиссара Финансов;
- Великого Национального собрания Турции: Кязым Карабекир-паша, депутат Великого Национального Собрания от Адрианополя, Командующий Восточным фронтом, Вели-бей, депутат Великого Национального Собрания от Бурдура, Мухтар-бей, бывший помощник Статс-секретаря общественных работ, Мемдух Шевкет-бей, Полномочный Представитель Турции в Азербайджане;
- Российской Социалистической Федеративной Советской Республики: Яков Ганецкий, Полномочный Представитель в Латвии.

Карсский договор распространил на закавказские советские республики основные положения Московского договора, предусматривавшего меры по установлению торговых отношений и регулированию финансово-экономических вопросов, добавив к ним ряд статей — об облегчении перехода границы жителями пограничной зоны и предоставлении им права пользования пастбищами, расположенными по другую сторону границы.
Договор способствовал устранению трений между Турцией и закавказскими советскими республиками, вызванных попытками некоторых кругов в Турции сохранить в силе Александропольский договор 1920 года. С другой стороны, Карсский договор содействовал укреплению международного положения Турции.
В межгосударственном договоре СССР и Турции, подписанном 22 августа 1978 года во время официального визита турецкого премьера Бюлента Эджевита в Москву, стороны подтвердили отсутствие территориальных претензий друг к другу. С советской стороны  документ подписал глава Совета Министров СССР Алексей Николаевич Косыгин.

## Граница
В соответствии с договором города Карс, Сурмалу и Ардаган отошли к Турции. Гора Арарат также оказалась на территории Турции. Граница должна была проходить по рекам Аракс и Ахурян

## Оспаривание условий договора
Несмотря на то, что Турция не признала составленного под давлением Антанты с оттоманским правительством Севрского договора и это стало причиной Армяно-турецкой войны 1920 года, страны Антанты добились от Турции выполнения большей части этого договора, в результате чего она потеряла Измир, Сирию, Ливан, Палестину, Месопотамию, а также территории на Аравийском полуострове. От территорий Турецкой западной Анатолии и Курдистана Соединённые Штаты отказались в пользу Турции как «незаинтересованные в этом». 
В 1945 году грузинские академики С. Н. Джанашиа и Н. А. Бердзенишвили выступили со статьёй в газете «Правда»: «В тяжёлое время, которое переживал грузинский народ в 1920 г. и в начале 1921 г., турки вторглись и оккупировали на территории Грузии Ардаганский, Олтинский и Артвинский округа и южный сектор Батумского округа в добавление к ранее захваченным исконным грузинским землям. Грузинский народ должен получить обратно свои земли, от которых он никогда не отказывался, и отказаться не может». Грузинских академиков поддержал доктор искусствоведения А. К. Дживелегов, напомнивший  22 февраля 1946 года в газете «Известия» о несправедливости договора с кемалистским правительством: «Турция, воспользовавшись предательством дашнакского правительства, затруднениями молодой Советской Республики и слабостью Армении, опираясь на прямую поддержку германского империализма, захватила Карсскую и Ардаганскую области и Сурмалинский округ той части Армении, которая входила в состав прежней Российской империи. Мысль армян неизменно возвращалась к восстановлению их территорий в исторических границах».